# Lucas Castro
Lucas Nahuel Castro (La Plata, 9 de abril de 1989) es un futbolista argentino que juega de volante ofensivo en Gimnasia y Esgrima de La Plata, de la Primera División de Argentina. 

## Trayectoria

### Argentina

##### Gimnasia y Esgrima La Plata
Llegó a las divisiones inferiores de Gimnasia y Esgrima La Plata en 2003 proveniente del Club Alumni. En el año 2008, fue seleccionado para que formara parte del equipo de reserva. Debutó en primera división el 12 de abril de 2009, en el partido de Gimnasia frente a River Plate en el estadio Monumental, ingresando desde el banco de suplentes. El 9 de octubre de 2009 convierte su primer gol en la primera división de Argentina en un partido frente a Rosario Central que terminó empatado 1-1, correspondiente a la octava fecha del Torneo Apertura.
El 23 de mayo de 2010 en el partido que disputaban Gimnasia y Atlético Rafaela, tuvo un choque con el arquero adversario, Gabriel Airaudo, quien sufrió siete fracturas en el rostro y una seria lesión en su ojo izquierdo que lo obligó a retirarse del fútbol profesional. 

### Racing Club
En 2011 fue adquirido por Racing Club. El 17 de agosto, en un partido que disputaron Racing y Godoy Cruz en el Cilindro de Avellaneda, convirtió su primer gol. Marcó 3 goles frente a All Boys por la quinta fecha del Torneo Clausura 2012. Su única temporada en el club finalizó con 26 apariciones y 5 goles.

### Italia
En julio de 2012 se confirmó la venta al Catania de Italia a cambio de 2,5 millones de euros por la totalidad de su pase, el cual en ese momento aún pertenecía en un 50% a Gimnasia y Esgrima La Plata. Hizo su debut en la Serie A contra Roma el 26 de agosto. El 31 de octubre de 2012 marcó su primer gol con el club italiano ante el Udinese.
En julio del año 2015 se confirmó su pase al Chievo Verona.
El 1 de julio de 2018 el Cagliari hizo oficial su fichaje.
El 31 de enero de 2020 el SPAL hizo oficial su llegada como cedido.

### Turquía
En enero de 2021, luego de campañas de bajo nivel, se marchó al fútbol turco para jugar en el Fatih Karagümrük S. K. En julio del mismo año cambió de aires y firmó por el Adana Demirspor.

### Regreso a Argentina
El 30 de mayo de 2022 se convirtió en nuevo refuerzo del equipo de Junín, Club Atlético Sarmiento. Tras una excelente temporada, en marzo de 2023 pasó a Huracán, club en el que disputó 18 partidos y convirtió un gol.
El 8 de agosto de 2023 volvió a su primer club: Gimnasia y Esgrima La Plata.
 En enero de 2025 renovó contrato con Gimnasia por dos temporadas más.

## Internacional
En 2011 fue convocado por Alejandro Sabella, técnico de la selección Argentina, para afrontar un amistoso ante Brasil pero finalmente no disputó el encuentro.

## Clubes
| Club                        | País      | Año       |
| --------------------------- | --------- | --------- |
| Gimnasia y Esgrima La Plata | Argentina | 2009-2011 |
| Racing Club                 | Argentina | 2011-2012 |
| Catania                     | Italia    | 2012-2015 |
| Chievo Verona               | Italia    | 2015-2018 |
| Cagliari                    | Italia    | 2018-2020 |
| S.P.A.L.                    | Italia    | 2020-2021 |
| Fatih Karagümrük            | Turquía   | 2021      |
| Adana Demirspor             | Turquía   | 2021-2022 |
| Sarmiento (J)               | Argentina | 2022      |
| Huracán                     | Argentina | 2023      |
| Gimnasia y Esgrima La Plata | Argentina | 2023-     |